# Список кавалеров ордена «За заслуги перед Отечеством» за 2014 год

## Кавалеры ордена I степени
1. 21 июля 2014 года, № 517 — Долгих, Владимир Иванович — член Совета Федерации Федерального собрания Российской Федерации от исполнительного органа государственной власти города Москвы[1]
2. 21 июля 2014 года, № 518 — Рыжков, Николай Иванович — член Совета Федерации Федерального собрания Российской Федерации от исполнительного органа государственной власти Белгородской области[2]

## Кавалеры ордена II степени
1. 22 мая 2014 года, № 357 — Падалка, Геннадий Иванович — инструктор — космонавт-испытатель отряда космонавтов федерального государственного бюджетного учреждения «Научно-исследовательский испытательный центр подготовки космонавтов имени Ю. А. Гагарина», Московская область
2. 14 августа 2014 года, № 568 — Козлов, Валерий Васильевич — вице-президент Российской академии наук, город Москва
3. 25 октября 2014 года, № 680 — Шувалов, Игорь Иванович — Первый заместитель Председателя Правительства Российской Федерации

## Кавалеры ордена III степени
1. 14 января 2014 года, № 18 — Мутко, Виталий Леонтьевич — министр спорта Российской Федерации
2. 5 февраля 2014 года, № 56 — Рапота, Григорий Алексеевич — Государственный секретарь Союзного государства
3. 20 апреля 2014 года, № 253 — Платонов, Владимир Михайлович — Председатель Московской городской думы
4. 30 апреля 2014 года, № 284 — Сухих, Геннадий Тихонович — директор федерального государственного бюджетного учреждения «Научный центр акушерства, гинекологии и перинатологии имени академика В. И. Кулакова», город Москва
5. 22 мая 2014 года, № 356 — Большаков, Владимир Николаевич — директор федерального государственного бюджетного учреждения науки Института экологии растений и животных Уральского отделения Российской академии наук, Свердловская область
6. 22 мая 2014 года, № 356 — Уйба, Владимир Викторович — руководитель Федерального медико-биологического агентства
7. 22 мая 2014 года, № 357 — Барчук, Алексей Степанович — руководитель — главный научный сотрудник отделения федерального государственного бюджетного учреждения «Научно-исследовательский институт онкологии имени Н. Н. Петрова», город Санкт-Петербург
8. 22 мая 2014 года, № 357 — Васильев, Владимир Абдуалиевич — заместитель Председателя Государственной думы Федерального собрания Российской Федерации
9. 22 мая 2014 года, № 357 — Леонов, Алексей Архипович — дважды Герой Советского Союза, лётчик-космонавт СССР
10. 22 мая 2014 года, № 357 — Маленченко, Юрий Иванович — инструктор — космонавт-испытатель отряда космонавтов федерального государственного бюджетного учреждения «Научно-исследовательский испытательный центр подготовки космонавтов имени Ю. А. Гагарина», Московская область
11. 4 июня 2014 года, № 402 — Кропачев, Николай Михайлович — ректор федерального государственного бюджетного образовательного учреждения высшего профессионального образования «Санкт-Петербургский государственный университет»
12. 23 июня 2014 года, № 447 — Адамян, Лейла Вагоевна — заместитель директора федерального государственного бюджетного учреждения «Научный центр акушерства, гинекологии и перинатологии имени академика В. И. Кулакова», город Москва
13. 21 июля 2014 года, № 511 — Крутой, Игорь Яковлевич — композитор, член Международного союза деятелей эстрадного искусства (творческого союза) город Москва
14. 21 июля 2014 года, № 511 — Ширвиндт, Александр Анатольевич — художественный руководитель государственного бюджетного учреждения культуры города Москвы «Московский академический театр сатиры»
15. 14 августа 2014 года, № 568 — Маганов, Равиль Ульфатович — первый исполнительный вице-президент открытого акционерного общества «Нефтяная компания „ЛУКОЙЛ“», город Москва
16. 14 августа 2014 года, № 568 — Бордюжа, Николай Николаевич — Генеральный секретарь Организации Договора о коллективной безопасности
17. 14 августа 2014 года, № 568 — Крашенинников, Павел Владимирович — председатель Комитета Государственной думы по гражданскому, уголовному, арбитражному и процессуальному законодательству
18. 29 сентября 2014 года, № 646 — Гусев, Евгений Иванович — заведующий кафедрой государственного бюджетного образовательного учреждения высшего профессионального образования «Российский национальный исследовательский медицинский университет имени Н. И. Пирогова», город Москва
19. 29 сентября 2014 года, № 646 — Пахмутова, Александра Николаевна — композитор, член Всероссийской общественной организации «Союз композиторов России», город Москва
20. 25 октября 2014 года, № 680 — Чазов, Евгений Иванович — генеральный директор федерального государственного бюджетного учреждения «Российский кардиологический научно-производственный комплекс», город Москва

## Кавалеры ордена IV степени
1. 14 января 2014 года, № 18 — Шаймиев, Минтимер Шарипович — Государственный Советник Республики Татарстан
2. 23 января 2014 года, № 32 — Метшин, Ильсур Раисович — глава муниципального образования города Казани Республики Татарстан
3. 13 февраля 2014 года, № 74 — Киселёв, Дмитрий Константинович — политический обозреватель группы корреспондентов дирекции информационных программ филиала федерального государственного унитарного предприятия «Всероссийская государственная телевизионная и радиовещательная компания» "Государственная телевизионная компания «Телеканал „Россия“»", генеральный директор федерального государственного унитарного предприятия «Международное информационное агентство „Россия сегодня“», город Москва
4. 24 февраля 2014 года, № 100 — Ан, Виктор — заслуженный мастер спорта России
5. 24 февраля 2014 года, № 100 — Вайлд, Виктор Айван — заслуженный мастер спорта России
6. 24 февраля 2014 года, № 100 — Воевода, Алексей Иванович — заслуженный мастер спорта России
7. 24 февраля 2014 года, № 100 — Волосожар, Татьяна Андреевна — заслуженный мастер спорта России
8. 24 февраля 2014 года, № 100 — Зубков, Александр Юрьевич — заслуженный мастер спорта России
9. 24 февраля 2014 года, № 100 — Траньков, Максим Леонидович — заслуженный мастер спорта России
10. 5 марта 2014 года, № 112 — Забарская, Людмила Николаевна — начальник управления Департамента строительства города Москвы
11. 17 марта 2014 года, № 144 — Бугаев, Алексей Сергеевич — заслуженный мастер спорта России
12. 17 марта 2014 года, № 144 — Кауфман, Алёна Владимировна — заслуженный мастер спорта России
13. 17 марта 2014 года, № 144 — Коновалова, Светлана Игоревна — заслуженный мастер спорта России
14. 17 марта 2014 года, № 144 — Лекомцев, Владислав Алексеевич — заслуженный мастер спорта России
15. 17 марта 2014 года, № 144 — Лысова, Михалина Анатольевна — заслуженный мастер спорта России
16. 17 марта 2014 года, № 144 — Миленина, Анна Александровна — заслуженный мастер спорта России
17. 17 марта 2014 года, № 144 — Миннегулов, Рушан Рустемович — заслуженный мастер спорта России
18. 17 марта 2014 года, № 144 — Петушков, Роман Александрович — заслуженный мастер спорта России
19. 17 марта 2014 года, № 144 — Полухин, Николай Анатольевич — заслуженный мастер спорта России
20. 17 марта 2014 года, № 144 — Редкозубов, Валерий Анатольевич — заслуженный мастер спорта России
21. 17 марта 2014 года, № 144 — Ремизова, Елена Александровна — заслуженный мастер спорта России
22. 17 марта 2014 года, № 144 — Францева, Александра Вячеславовна — заслуженный мастер спорта России
23. 25 марта 2014 года, № 176 — Кононенко, Олег Дмитриевич — инструктор-космонавт-испытатель группы инструкторов-космонавтов отряда космонавтов федерального государственного бюджетного учреждения «Научно-исследовательский испытательный центр подготовки космонавтов имени Ю. А. Гагарина», Московская область
24. 25 марта 2014 года, № 176 — Савицкая, Светлана Евгеньевна — заместитель председателя Комитета Государственной думы по обороне
25. 31 марта 2014 года, № 186 — Столетов, Игорь Александрович — главный архитектор Владимирского научно-производственного открытого акционерного общества «Владимирреставрация»
26. 17 апреля 2014 года, № 251 — Пугачёва, Алла Борисовна — солистка-вокалистка, город Москва
27. 30 апреля 2014 года, № 284 — Лазар, Пинхос Берел — главный раввин России, город Москва
28. 30 апреля 2014 года, № 284 — Козицын, Андрей Анатольевич — генеральный директор общества с ограниченной ответственностью «УГМК-Холдинг», Свердловская область
29. 30 апреля 2014 года, № 284 — Семериков, Валерий Анатольевич — заместитель Генерального секретаря Секретариата Организации Договора о коллективной безопасности
30. 30 апреля 2014 года, № 284 — Эскиндаров, Мухадин Абдурахманович — ректор федерального государственного образовательного бюджетного учреждения высшего профессионального образования «Финансовый университет при Правительстве Российской Федерации», город Москва
31. 2 мая 2014 года, № 290 — Сеславинский, Михаил Вадимович — руководитель Федерального агентства по печати и массовым коммуникациям
32. 2 мая 2014 года, № 290 — Титов, Владимир Геннадиевич — первый заместитель министра иностранных дел Российской Федерации
33. 22 мая 2014 года, № 356 — Гончаров, Сергей Фёдорович — директор федерального государственного бюджетного учреждения «Всероссийский центр медицины катастроф „Защита“», город Москва
34. 22 мая 2014 года, № 357 — Аксёнов, Пётр Николаевич — первый заместитель руководителя Департамента строительства города Москвы
35. 22 мая 2014 года, № 357 — Пригожин, Евгений Викторович — директор общества с ограниченной ответственностью «Конкорд М», город Санкт-Петербург
36. 28 мая 2014 года, № 374 — Образцова, Елена Васильевна — артистка-вокалистка федерального государственного бюджетного учреждения культуры «Государственный академический Большой театр России», город Москва
37. 4 июня 2014 года, № 402 — Молодин, Вячеслав Иванович — заместитель директора федерального государственного бюджетного учреждения науки Института археологии и этнографии Сибирского отделения Российской академии наук, Новосибирская область
38. 23 июня 2014 года, № 447 — Борисов, Егор Афанасьевич — временно исполняющий обязанности Главы Республики Саха (Якутия)
39. 23 июня 2014 года, № 447 — Зиненко, Александр Иванович — ведущий программы Управления спецпроектов открытого акционерного общества «Телекомпания НТВ», город Москва
40. 21 июля 2014 года, № 511 — Белозёров, Олег Валентинович — заместитель министра транспорта Российской Федерации
41. 21 июля 2014 года, № 511 — Чилингаров, Артур Николаевич — член Совета Федерации Федерального собрания Российской Федерации от исполнительного органа государственной власти Тульской области
42. 21 июля 2014 года, № 511 — Швецова, Людмила Ивановна — заместитель Председателя Государственной думы Федерального собрания Российской Федерации
43. 14 августа 2014 года, № 568 — Назейкин, Анатолий Георгиевич — председатель общественной организации Профсоюза работников связи России, город Москва
44. 14 августа 2014 года, № 568 — Печатников, Леонид Михайлович — заместитель Мэра Москвы в Правительстве Москвы по вопросам социального развития
45. 14 августа 2014 года, № 568 — Леонова, Марина Константиновна — ректор федерального государственного бюджетного образовательного учреждения высшего профессионального образования «Московская государственная академия хореографии»
46. 10 сентября 2014 года, № 622 — Горбатюк, Александр Владимирович — составитель поездов железнодорожной станции Инская Западно-Сибирской дирекции управления движением Центральной дирекции управления движением — филиала открытого акционерного общества «Российские железные дороги», Новосибирская область
47. 10 сентября 2014 года, № 622 — Камболов, Марат Аркадьевич — действительный государственный советник Российской Федерации 1 класса, город Москва
48. 10 сентября 2014 года, № 622 — Макаров, Вячеслав Серафимович — Председатель Законодательного собрания Санкт-Петербурга
49. 10 сентября 2014 года, № 622 — Пушков, Алексей Константинович — председатель Комитета Государственной думы по международным делам
50. 10 сентября 2014 года, № 622 — Спиваков, Владимир Теодорович — президент государственного бюджетного учреждения культуры города Москвы «Московский международный Дом музыки»
51. 25 октября 2014 года, № 680 — Орлова, Светлана Юрьевна — губернатор Владимирской области
52. 25 октября 2014 года, № 680 — Глыбочко, Пётр Витальевич — ректор государственного бюджетного образовательного учреждения высшего профессионального образования «Первый Московский государственный медицинский университет имени И. М. Сеченова»
53. 5 декабря 2014 года, № 756 — Золотов, Андрей Андреевич — вице-президент Российской академии художеств, город Москва
54. 5 декабря 2014 года, № 756 — Мамиашвили, Михаил Геразиевич — президент Общероссийской общественной организации «Федерация спортивной борьбы России», город Москва
55. 5 декабря 2014 года, № 756 — Ягья, Ватаняр Саидович — профессор федерального государственного бюджетного образовательного учреждения высшего профессионального образования «Санкт-Петербургский государственный университет»
56. 25 декабря 2014 года, № 810 — Шурыгин, Юрий Алексеевич — ректор федерального государственного бюджетного образовательного учреждения высшего профессионального образования «Томский государственный университет систем управления и радиоэлектроники»
57. 25 декабря 2014 года, № 810 — Рябухин, Сергей Николаевич — член Совета Федерации Федерального собрания Российской Федерации от законодательного (представительного) органа государственной власти Ульяновской области, председатель Комитета Совета Федерации по бюджету и финансовым рынкам
58. 25 декабря 2014 года, № 810 — Тюльпанов, Вадим Альбертович — член Совета Федерации Федерального собрания Российской Федерации от исполнительного органа государственной власти Ненецкого автономного округа, председатель Комитета Совета Федерации по Регламенту и организации парламентской деятельности